# Salesi Rayasi
Pas d'image ? Cliquez ici

a Compétitions nationales et continentales officielles uniquement.

b Matchs officiels uniquement.
Dernière mise à jour le 9 juillet 2025.
Salesi Rayasi, né le 25 septembre 1996 à Wellington (Nouvelle-Zélande), est un joueur international fidjien de rugby à XV et international néo-zélandais de rugby à sept évoluant principalement au poste d'ailier.

## Biographie

### Jeunesse et formation
Salesi Rayasi est né à Wellington d'une mère d'origine samoane et d'un père fidjien. Son père, Filipe Rayasi, est un ancien international fidjien  de rugby à XV, et a joué pour les Crusaders lors de la première saison de Super Rugby en 1996.
Il commence à jouer au rugby à l'âge de cinq ans avec le club de Hutt Old Boys Marist de Lower Hutt. Il entre ensuite au St Patrick's College, où continue de pratiquer le rugby. À partir de sa deuxième année dans l'établissement, il pratique également le basket-ball, notamment parce qu'il est un grand amateur de NBA. Finalement, il fait le choix de se consacrer uniquement au basket entre 2011 et 2013. Il joue avec l'équipe fanion de l'établissement pendant deux ans, et finit à chaque fois meilleur scoreur de son équipe. Il fait un retour au rugby lors de sa dernière année d'étude, lorsqu'il participe à un tournoi de rugby à sept lycéen. Il s'y montre particulièrement performant, ce qui lui permet ensuite de participer à un tournoi aux Samoa avec la sélection des maristes néo-zélandais,.
Repéré par son talent, il rejoint à la fin de sa scolarité l'académie de la province de Canterbury. Parallèlement, il étudie à l'université de Lincoln (en). Il joue avec l'équipe des moins de 19 ans de Canterbury, avec qui il remporte le tournoi national en 2015. Il représente également l'équipe de rugby à sept de la province, mais se blesse à cheville, ce qui l'empêche de jouer par la suite avec la sélection nationale junior. Cette blessure, ajouté à une certaine lassitude du rugby, le pousse à tout arrêter pour rentrer chez lui à Wellington.
À Wellington, il décide de reprendre la pratique du basket-ball, car il est toujours un passionné de cette discipline. Pendant trois mois, il pratique assidument ce sport, et se prépare physiquement, avec le rêve de pouvoir un jour jouer en NBA.
Cependant, sa famille le pousse à tenter un dernier essai au rugby en 2016, et il participe à des entrainements de la sélection samoane des moins de 20 ans. Il est ensuite retenu pour participer au Trophée mondial des moins de 20 ans 2016 au Zimbabwe. Son équipe remporte la compétition, après une finale remportée face à l'Espagne,. Personnellement, il se montre performant, en inscrivant trois essais en quatre matchs, et il est élu meilleur arrière de la compétition,.

### Débuts professionnels et carrière à sept
Après le tournoi, il rentre en Nouvelle-Zélande, et joue le club du Upper Hutt RFC dans le championnat amateur de la région de Wellington. Après une saison prolifique avec son club (onze essais), il est retenu dans l'équipe Development (espoir) de la province de Wellington pour la saison 2016 de National Provincial Championship,. Après quelques matchs, il a l'occasion de jouer un unique match avec l'équipe première, le 15 octobre 2016 contre Waikato,.
Barré à Wellington par une importante concurrence à son poste, il décide de rejoindre la province d'Auckland. Il joue dans un premier temps dans le championnat amateur local, avec les Marist Brothers Old Boys. Lors de sa première saison, il termine meilleur marqueur du championnat avec dix-sept essais. Il ne participe cependant pas à la saison 2017 de NPC avec Auckland.
À partir de 2018, il participe à des entrainements de l'équipe de Nouvelle-Zélande de rugby à sept, et joue avec l'équipe Development. Il fait ses débuts en sélection, en avril 2018, à l'occasion du tournoi de Hong-Kong dans le cadre des Sevens Series. Il dispute deux autres tournois lors de la saison, avant de participer à la Coupe du monde de rugby à sept 2018, que son équipe remporte,.
Plus tard en 2018, il est retenu dans l'effectif de la province d'Auckland pour disputer la saison de NPC,. Pour sa première saison complète au niveau professionnel, Rayasi se montre immédiatement efficace, et inscrit neuf essais en onze matchs. Cette saison est également une réussite au niveau collectif, puisqu'Auckland remporte le championnat, après une finale remportée au bout des prolongations contre Canterbury.

### Confirmation en Super Rugby
Grâce à sa bonne saison avec Auckland, Salesi Rayasi est retenu par la franchise des Hurricanes, basée dans sa ville natale de Wellington, pour disputer la saison 2019 de Super Rugby,. Avant même de jouer son premier match, il prolonge son engagement avec les Hurricanes jusqu'en 2021. Il fait ses débuts le 27 avril 2019 contre les Chiefs en tant que remplaçant, et inscrit son premier essai par la même occasion. Peu utilisé en raison de la concurrence à son poste (Ben Lam, Vince Aso, Wes Goosen (en) …), il ne connait sa première titularisation que lors de la dernière journée de la saison régulière, contre les Blues. Il profite cependant de diverses blessures pour être remplaçant pour le quart de finale opposant son équipes aux Sud-Africains des Bulls. Il entre rapidement en jeu à la place de Goosen blessé, et se fait remarquer en inscrivant un doublé. La semaine, suivante, alors qu'il doit être titularisé face aux Crusaders en demi-finale, il doit finalement déclarer forfait à son tour en raison d'une blessure.
Plus tard en 2019, après une nouvelle bonne saison avec Auckland (six essais en onze matchs), il fait son retour avec la sélection nationale à sept avec pour objectif les Jeux olympiques 2020,. Il dispute trois tournois des Sevens Series, avant que la saison ne soit interrompue en raison de la pandémie de Covid-19 en mars 2020,.
Après la fin de sa saison à sept, il fait son retour aux Hurricanes pour le Super Rugby Aotearoa, où il ne joue qu'une seule rencontre. Il enchaine ensuite avec la saison 2020 de NPC avec Auckland, où son équipe termine à la place de finaliste. D'un point de vue personnel, il réalise une saison exceptionnelle qui le voit terminer meilleur marqueur du championnat, avec quatorze essais en neuf rencontres. Peu après, en vertu de ses origines fidjiennes et samoanes, il est sélectionné avec les Moana Pasifika, une sélection représentant les îles du Pacifique, pour affronter les Māori All Blacks le 5 décembre 2020.
En 2021, après une autre saison réussie avec les Hurricanes, il prolonge son contrat pour deux saisons supplémentaires, soit jusqu'en 2023.
Il joue son cinquantième match avec les Hurricanes le 1er juin 2024 contre les Highlanders, marquant un triplé à cette occasion.

### Départ en Europe
Après six années avec les Hurricanes, Salesi Rayasi s'engage avec le club français du RC Vannes, récemment promu en Top 14, pour un contrat de deux saisons.

## Palmarès

### En province
- Vainqueur du National Provincial Championship en 2018 avec Auckland.

### En équipe nationale

#### Rugby à XV
- Vainqueur du Trophée mondial des moins de 20 ans en 2016 avec les Samoa des moins de 20 ans.

#### Rugby à sept
- Vainqueur de la Coupe du monde de rugby à sept en 2018 avec la Nouvelle-Zélande.
- Vainqueur du World Rugby Sevens Series en 2020 avec la Nouvelle-Zélande.